# أوغست ماكيه
أوغست ماكيه (بالفرنسية: Auguste Maquet)‏ (13 سبتمبر 1813 في باريس - 8 يناير 1888 في باريس)؛ كاتب، وكاتب مسرحي، وروائي من فرنسا.

## الجوائز
- نيشان جوقة الشرف من رتبة ضابط

## روابط خارجية
- أوغست ماكيه على موقع IMDb (الإنجليزية)
- أوغست ماكيه على موقع قاعدة بيانات الفيلم (الإنجليزية)